# Línea Marchena-Valchillón
La línea Marchena-Valchillón, también denominada línea Marchena-Córdoba, fue una línea férrea de ancho ibérico que conectaba las localidades españolas de Marchena y Córdoba. Su construcción comenzó hacia 1878, siendo abierta al tráfico en 1885. Tenía una longitud de unos 92 kilómetros y contaba con vía única. La Compañía de los Ferrocarriles Andaluces fue la responsable de su construcción y su posterior explotación hasta 1936, pasando luego a manos de la compañía estatal RENFE. En 1970 se clausuró la línea debido a su baja rentabilidad económica. 
En los últimos tiempos, el antiguo trazado ha sido acondicionado y reconvertido en Vía verde.

## Historia

### Antecedentes y construcción
En los primeros años desde su fundación, en 1877, la Compañía de los Ferrocarriles Andaluces buscó hacerse con el dominio de las grandes líneas de la región y evitar la competencia con otras sociedades. La ciudad de Écija había quedado aislada del ferrocarril tras la entrada en servicio de las líneas Córdoba-Sevilla (en 1859) y Utrera-La Roda (en 1878). Sin embargo, interesaba su conexión ferroviaria al existir importantes explotaciones agrarias que se verían muy favorecidas.
En 1872 se concedió a la Compañía del Ferrocarril de Sevilla a Alcalá de Guadaíra y Carmona una ampliación de su línea férrea. Según el proyecto, el trazado atravesaría Marchena y Écija hasta enlazar con la línea Córdoba-Málaga, de «Andaluces», a la altura de Aguilar de la Frontera. «Andaluces» tuvo especial apetencia por esta concesión, pues suponía una alternativa al trazado de la línea propiedad de MZA para unir Córdoba con Sevilla. Así, en 1879 compró la adjudicación, aunque con ciertas modificaciones, como la supresión del tramo de Carmona a Marchena y la unión con la línea Córdoba-Málaga en Valchillón.
Su construcción fue relativamente fácil gracias al relieve propio de la Campiña. La línea acumuló poco desnivel, caracterizándose su trazado por largas rectas y curvas de gran radio. No obstante, hubo que construir algunos puentes para salvar los cauces más importantes, como el Genil y el Guadalmazán, aunque la entrada a Córdoba por Valchillón evitó un puente adicional sobre el Guadalquivir. El 20 de septiembre de 1879 se inauguró el primer tramo de la línea, comprendido entre Marchena y Écija. En junio y octubre de 1885, respectivamente, se abrieron al tráfico los últimos tramos Écija-La Carlota y La Carlota-Valchillón.

### Explotación
Tras la inauguración del trazado, la estación de Valchillón se convirtió en un importante nudo ferroviario de la red de «Andaluces». La explotación de la línea se centró en el transporte de mercancías por las elevadas tarifas impuestas al tráfico de viajeros. A comienzos de la década de 1930 se completó la obra, que llevó a la instalación de doble vía entre las estaciones de Valchillón y Córdoba-Cercadilla, lo que incluyó la instalación de un segundo puente sobre el río Guadalquivir paralelo al de la línea Córdoba-Málaga. Esto supuso que la línea original viese alargado su trazado en varios kilómetros hasta Córdoba. 
En 1936 el gobierno de la Segunda República se incautó de la compañía «Andaluces», ante su pésima situación financiera, y entregó la gestión de su red a la Compañía Nacional de los Ferrocarriles del Oeste. Esta situación se mantuvo durante el transcurso de la Guerra Civil. En 1941, con la nacionalización del ferrocarril de ancho ibérico, la línea quedó integrada en la red de RENFE. Bajo la nueva propietaria el trazado se mantuvo operativo, si bien el tráfico principal siguió circulando por la línea Córdoba-Sevilla.
Para la década de 1960, la línea se encontraba en franca decadencia, debido a la fuerte competencia del transporte a motor por carretera. En 1970 se realizaron estudios en torno a 2.600 km de líneas con baja rentabilidad económica, que concluyeron con el cierre, entre otras muchas, de la línea Marchena-Valchillón. La clausura oficial tuvo lugar el 1 de enero de 1971.

## Estado actual
Desde finales del siglo XX, el antiguo trazado ha sido acondicionado como vía verde, la denominada Vía Verde de la Campiña. De este modo, se han instalado áreas de descanso en los emplazamientos de las antiguas estaciones, como las de Guadalcázar y Las Pinedas, y se han incorporado bancos y restaurado fuentes a lo largo de todo el recorrido, entre otras acciones.